# Praia das Catedrais
Arcos naturais na Praia das Catedrais
A Praia das Catedrais é o nome turístico da Praia de Augas Santas ("Aguas Santas" em galego), situada no município de Ribadeo, paróquia de A Devesa, na costa do Mar Cantábrico da província de Lugo, na comunidade autónoma da Galiza, Espanha. Encontra-se a cerca de 10 km a oeste de Ribadeu, a meio caminho em linha reta de Foz. Deve o seu nome turístico à forma peculiar das arribas no lado oriental, as quais forma o que faz lembrar uma catedral medieval devido aos arcos naturais.
A praia está classificada como "monumento natural" pela Conselharia do Medio Ambiente da Junta de Galiza e está integrado na Rede Natura 2000 como sítio de importância comunitária. Em julho de 2008 foi considerada uma das melhores praias do mundo num inquérito do site Youvox Voyages que sobe 8 000 praias.
A peculiaridade da praia são os arcos e grutas, as quais só é possível apreciar a pé durante a maré baixa, pois durante a maré alta as grutas e parte dos arcos estão submersos e o tamanho da praia encolhe drasticamente de 1 328 metros de comprimento e 100 metros de largura para pouco mais de 300 metros de comprimento um par de dezenas de metros de largura, apesar de continuar a ser possível tomar banho. Durante a maré baixa, a praia tem um extenso areal delimitado por uma paredes rochosas de ardósia e xisto com mais de vinte metros de altura. Os grandes arcos existentes na extremidade oriental com cerca de trinta metros de altura fazem lembrar arcobotantes de catedrais. Além dos arcos, há igualmente diversas grutas, que vão desde simples fendas até cavernas de várias dezenas de metros quadrados. Todas estas formações geológicas resultam da erosão do vento e da água salgada.